# Antiga Pinacoteca
A Antiga Pinacoteca (em alemão:  Alte Pinakothek) é um dos mais importantes museus da Alemanha. Situado em Munique, abriu pela primeira vez as portas ao público no ano de 1836.

## História
Depois da sua subida ao poder, surgiu uma grande ideia a Guilherme IV da Baviera, para incentivar o gosto pela mais contemporânea arte e ao mesmo tempo para se auto-promover enquanto rei]. Assim encomendou a alguns artistas uma histórica série de pinturas que hoje são muito importantes. Contributo grande, de facto, foi a aquisição de pinturas de Albrecht Dürer, especialmente, pelo príncipe-eleitor Maximiliano I. Essas pinturas foram postumamente doadas à Pinacoteca. Mas, também o seu neto Maximiliano II Emanuel, enquanto governador da Flandres espanhola, adquiriu um lote de pinturas holandesas e flamengas - hoje de grande valor - as quais doou ao museu.
Durante a Revolução Francesa, representantes da Baviera, do Palatinado entre outros estados, as galerias de arte de Mannheim, Düsseldorf e Zweibrücken transladaram-se para a cidade de Munique, de forma a facilitar a sua conservação e protecção. A extinção de alguns mosteiros e igrejas foi uma contribuição maior para o alargamento do espólio de grande valor.
Aquando do seu reinado, Ludwig I da Baviera coleccionou, em particular, obras renascentistas alemãs, holandesas e italianas e foi Leo von Klenze quem se encarregou de erguer o edifício. Este, que quase que flui em torno das obras, constituiu um exemplo para a construção de espaços museológicos na Alemanha e na Europa restante. Depois da sua inauguração, em 1836, serviu de modelo para novas galerias em Roma, São Petersburgo, Bruxelas e Kassel.
Durante a Segunda Guerra Mundial, o edifício da Antiga Pinacoteca sofreu graves danos mas foi, na década de 50, reaberto ao público. Infelizmente, os detalhes mais decorativos não foram reconstruídos.

## A colecção
O museu expande as suas colecções de arte antiga desde o século XVIII até meados do século XIX. Estas focam especialmente a Baixa Renascença italiana, a pintura antiga alemã e holandesa, a pintura espanhola do Siglo de Oro e as pinturas da Flandres, na sua maioria, também do Siglo de Oro.
Pintura Alemã
- - Desde os «primitivos» ao século XV

Esta colecção exibe obras de Albrecht Dürer e Lucas Cranach, o Velho.

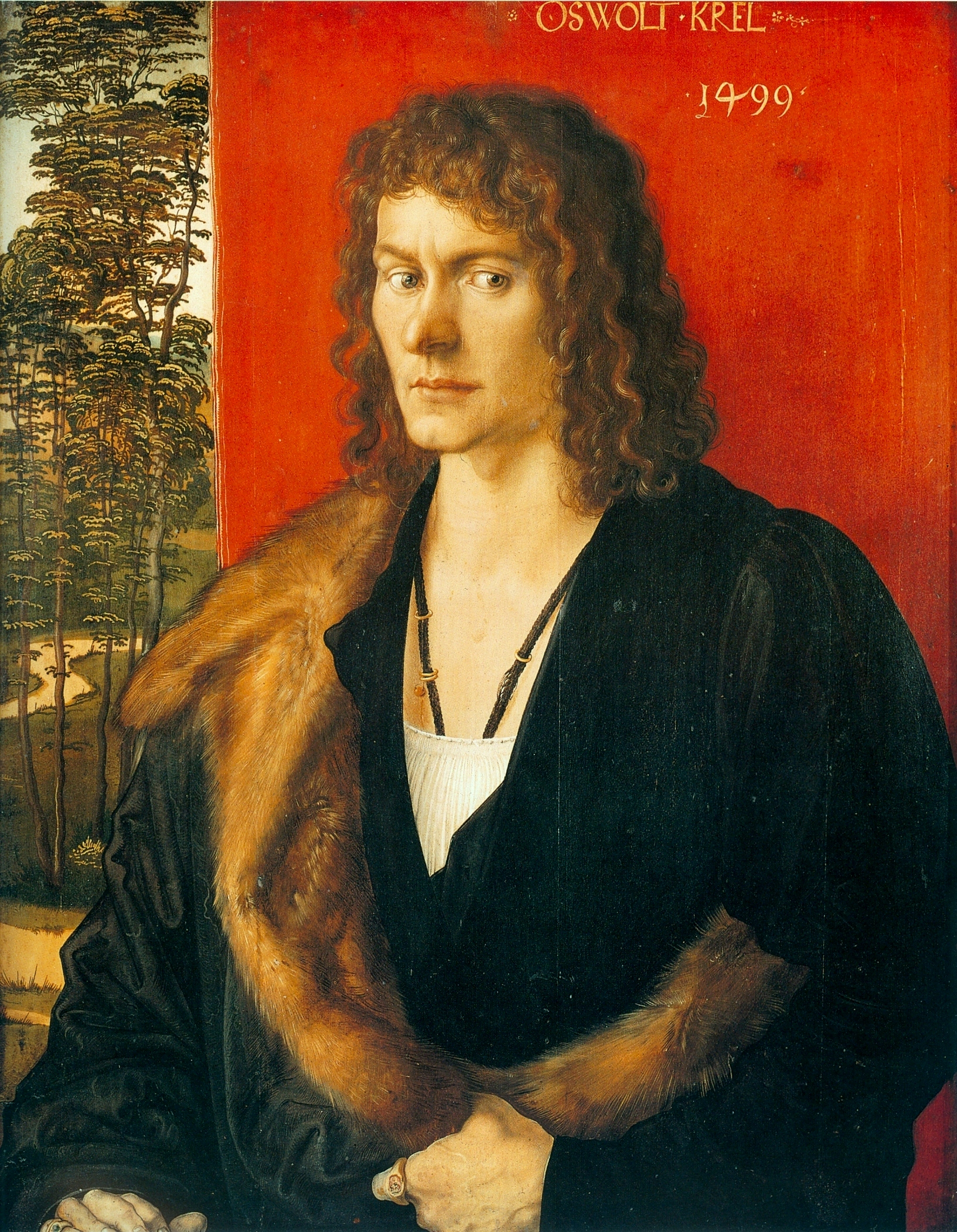
Auto-retrato, por Albrecht Dürer

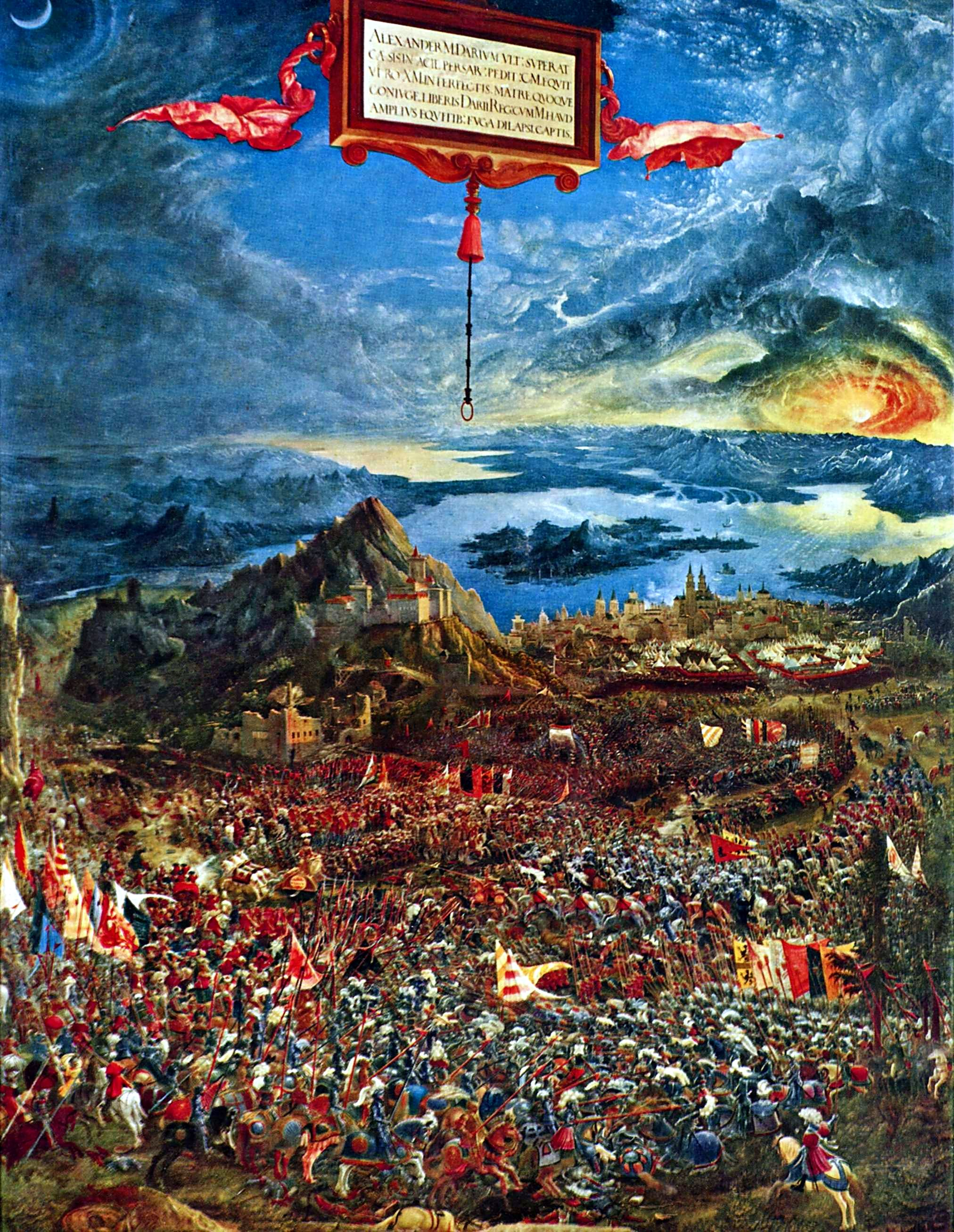
A Batalha de Isso,
por Albrecht Altdorfer

Particular atenção para as obras do primeiro, pois na Antiga Pinacoteca, das suas obras, estão exibidas algumas das mais importantes. Igualmente importante é A Batalha de Isso.
- Adoração de Cristo pela Virgem - A Natividade, Stefan Lochner
- A Natividade, Baldung Grien
- Os quatro apóstolos, Albrecht Dürer
- Auto-retrato com capa de pele, Albrecht Dürer
- Altar Paumgartner, Albrecht Dürer
- A Batalha de Isso, Albrecht Altdorfer
- Susana e os velhos, Albrecht Altdorfer
- Lamentação debaixo da Cruz, Lucas Cranach, o Velho
- SS. Erasmus e Maurice, Matthias Grünewald
- Santa Verónica, Mestre da Santa Verónica
- O nascimento de Maria, Mestre da Vida de Maria

Pintura holandesa
- - A Holanda do século XIV ao século XVIII

Considerada uma das maiores colecções de pintura holandesa do Mundo, nesta colecção podem encontrar-se obras de Hans Memling, Dirck Bouts e até Rogier van der Weyden. Especial atenção também para as obras de excelência de Lucas van Leyden e de Mabuse.
- Columba-Altar, Rogier van der Weyden
- Ecce Agnus Dei, Dirck Bouts
- Mulher com vestido preto, Bartholomeus van der Helst
- As sete alegrias da Virgem Maria, Hans Memling
- A Virgem e a Criança com Maria Madalena, Lucas van Leyden
- Fragmento do antigo julgamento, Hieronymus Bosch
- A Deposição, Rembrandt
- A Sagrada Família, Rembrandt
- O Sacrifício de Isaac, Rembrandt
- Retrato de Willem Croes, Frans Hals
- Retrato de Willem van Heythuysen, Frans Hals
- Paisagem, Philips Koninck
- Danae, Jan Mabuse
- Rapaz com o seu cão, Gerard Terborch

Pintura flamenga
- - Do século XVI ao século XVIII - Tão pouco tempo para tantas obras-primas

Aquele período que decorreu entre o século XVI e o setecento, foi luzidio para a pintura flamenga. A Flandres conheceu pintores como Peter Paul Rubens, Jacob Jordaens entre muitos outros. 
Nesta colecção exímia estão em exibição muitos trabalhos excelentes dos mais variados pintores flamengos deste período brilhante para a arte.

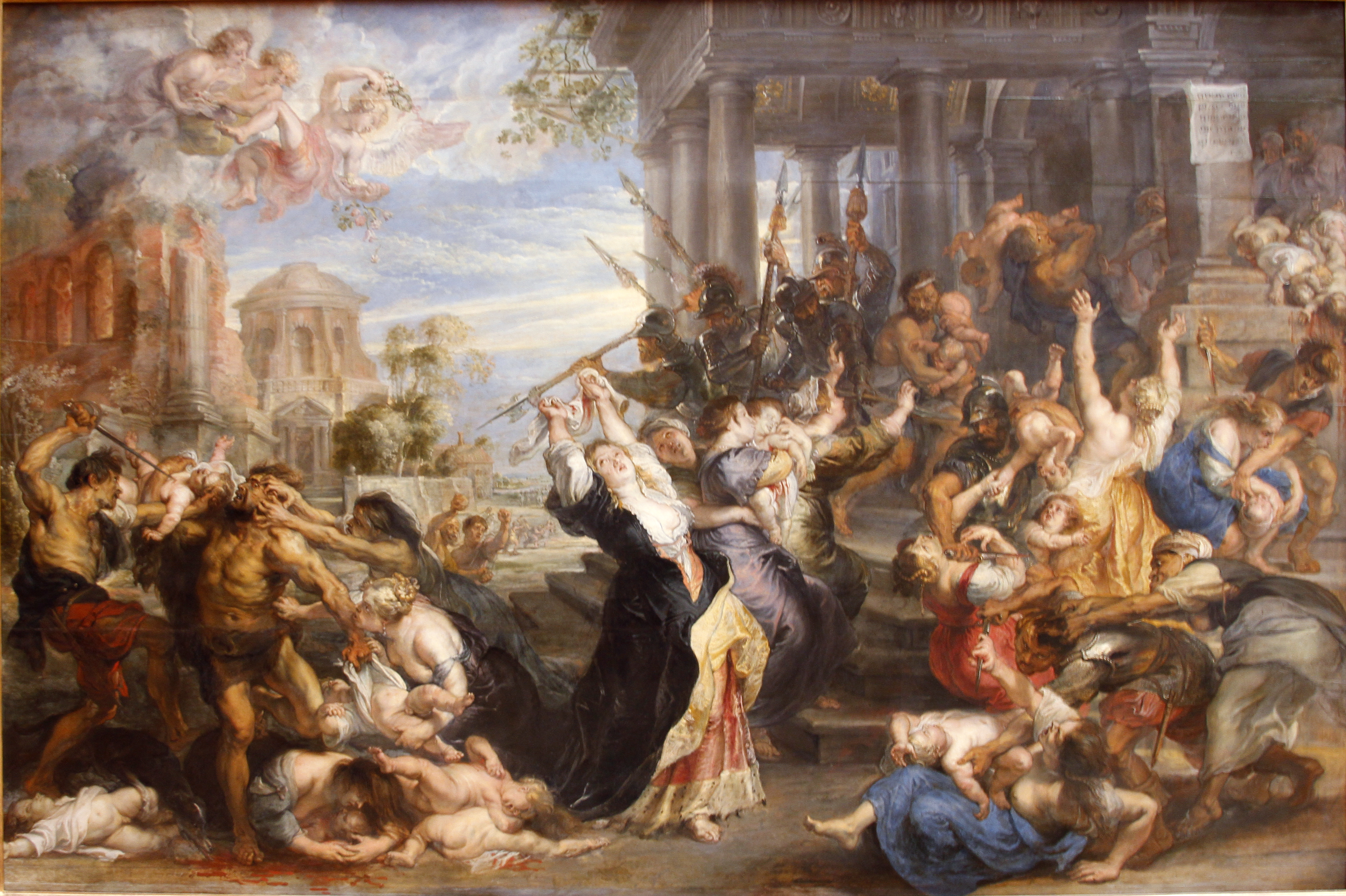
O Massacre dos Inocentes, por Peter Paul Rubens

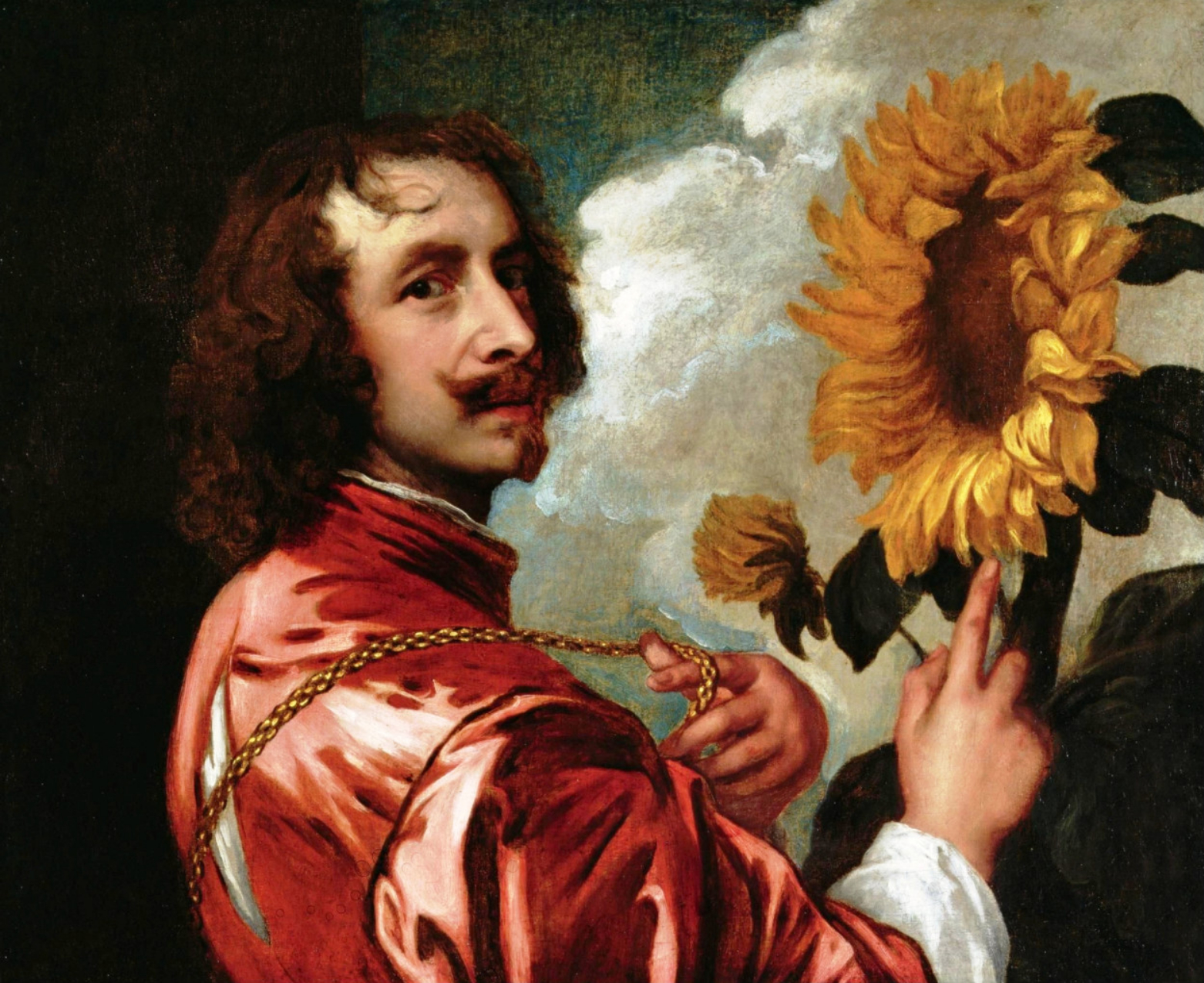
Auto-retrato, por Antoon van Dyck

- Satyr com os pobres camponeses - Os fiéis de Satyr, Jacob Jordaens
- Auto-retrato, Antoon van Dyck
- Suzana no Banho, Anthony van Dyck
- O Martírio de São Sebastião, Antoon van Dyck
- Rubens e Isabella Brant no jardim, Peter Paul Rubens
- Caça ao leão ou Os caçadores de leões, Peter Paul Rubens
- O Antigo Grande Julgamento, Peter Paul Rubens
- A morte de Seneca, Peter Paul Rubens
- Os Silenus bêbados, Peter Paul Rubens
- O rapto das filhas de Leucípto, Peter Paul Rubens
- Madonna em grinalda de flores, Peter Paul Rubens
- A batalha das Amazonas, Peter Paul Rubens
- Massacre dos Inocentes, Peter Paul Rubens
- A Queda dos Condenados, Peter Paul Rubens
- Helene Fourment trajando um vestido de casamento, Peter Paul Rubens
- Helene Fourment com o seu filho Frans, Peter Paul Rubens
- Retrato da Condessa de Shrewsbury, Peter Paul Rubens
- Cena de cais com Cristo pregando, Jan Brueghel, o Velho
- Cena de cais com Cristo pregando, Pieter Brueghel o velho
- O casamento de Santa Catarina, Adriaan Isenbrant

Todo o conjunto das obras de Peter Paul Rubens formam a maior colecção do mundo de obras deste artista.
Pintura espanhola

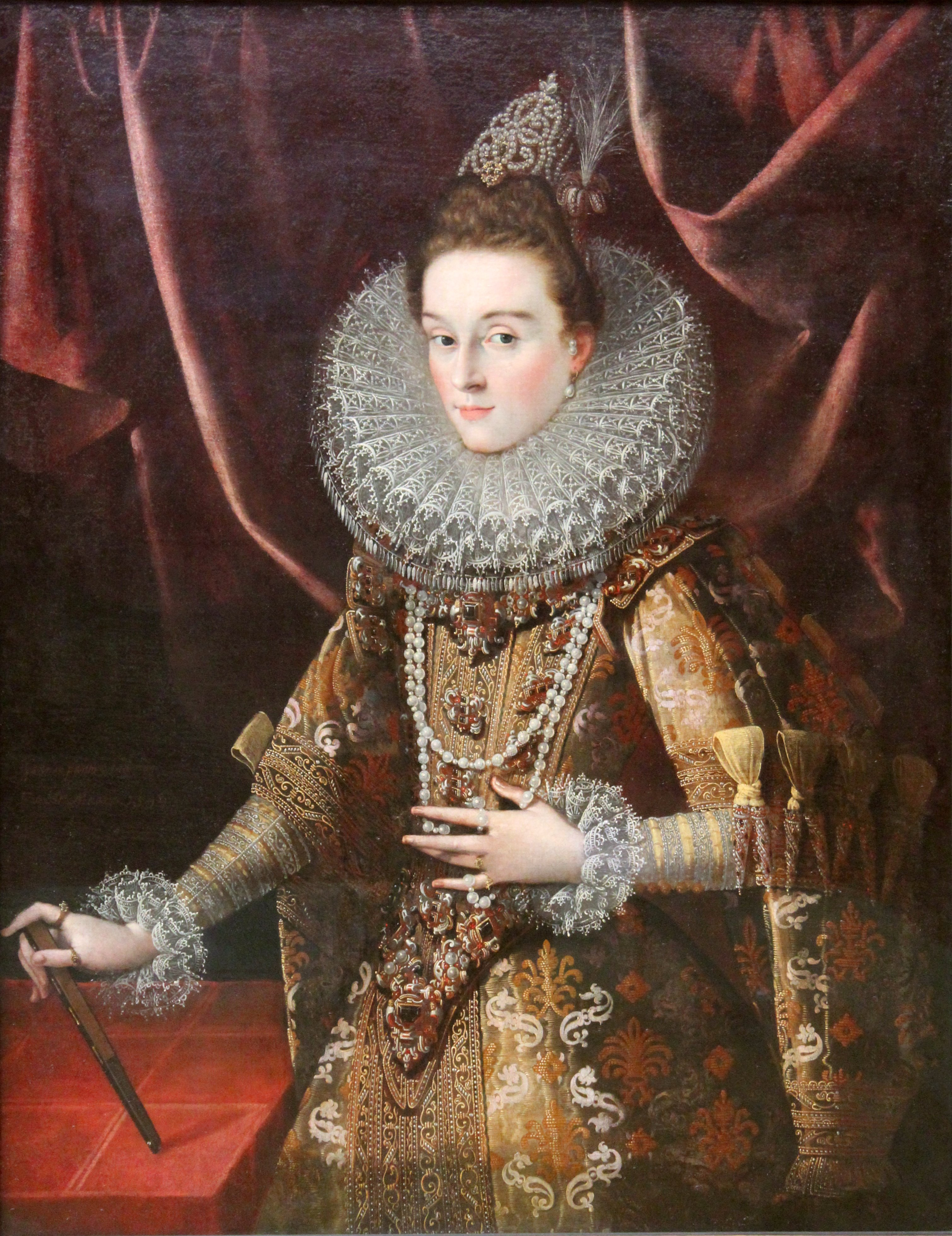
Infanta Isabel Clara Eugénia,
por Juan Pantoja de la Cruz

- - Do Renascimento ao Barroco do setecento

Este conjunto de obras franca e exuberantemente importante forma a mais pequena colecção de arte do museu. Exibindo nomes maiores da pintura do país ibérico, como El Greco, José de Ribera e Murillo, as obras de Goya foram transladadas para a Nova Pinacoteca.
- O Julgamento de Cristo, El Greco. Concebida entre 1906 e 1908, esta última pintura é uma cópia do quadro original, pintado este entre 1577 e 1579 para a sacristía da Catedral de Toledo, em Espanha.

- Infanta Isabel Clara Eugénia, Juan Pantoja de la Cruz
- Jovem cavalheiro espanhol, Velázquez
- São Bartolomeu, José de Ribera
- O enterro de Santa Catarina de Alexandria no Monte Sinai, Francisco de Zurbarán
- A Mendicidade ou Mendigos jogando dados, Bartolomé Esteban Murillo
- São Tomás de Villanueva, Bartolomé Esteban Murillo
- Jovens mendigos comendo uvas e melão, Bartolomé Esteban Murillo

Pintura italiana
- - Do século XIII ao século XVIII

Esta colecção é um autêntico testemunho da evolução extrema da pintura italiana durante este período. Especial atenção para o brilhanteconjunto testemunho da Renascença que incluem pinturas Giotto, Fra Angelico, Rafael Sanzio, Guido Reni e Fra Filippo Lippi.
- A Virgem e o Menino, Benvenuto Tisi (Il Garofalo)
- A última sopa, Giotto
- O enterro de Cristo, Fra Angelico
- A Anunciação, Fra Filippo Lippi
- A visão de S. Bernardo, Perugino
- A Sagrada Família de Canigiani, Rafael Sanzio
- Madonna Tempi, Rafael Sanzio
- La Déploration du Christ, Sandro Botticelli
- Madonna e Criança, Leonardo da Vinci
- O místico casamento de Santa Catarina, Lorenzo Lotto
- Beleza, Ticiano
- Retrato de Carlos V, Ticiano
- Cristo coroado de espinhos, Ticiano
- Marte e Vénus supreendidos por Vulcano, Tintoretto
- Cristo na casa de Maria e de Marta, Tintoretto
- A Assunção da Virgem, Guido Reni
- A Adoração dos Magos, Giovanni Battista Tiepolo
- Regatta no Canale della Guidecca, Francesco Guardi
- Concerto em Veneza, Francesco Guardi
- Praceta em Veneza, Canaletto

Pintura francesa

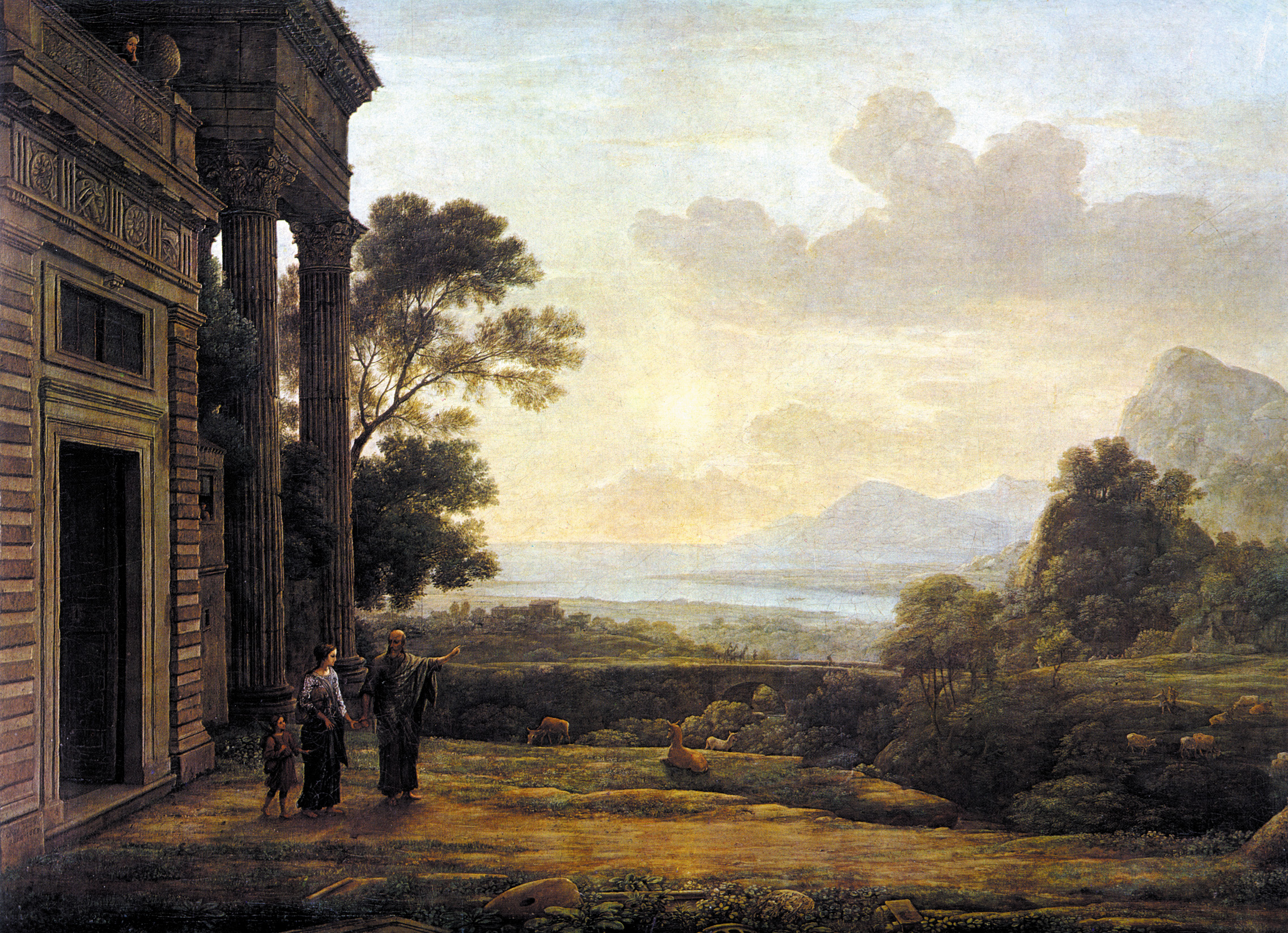
Paisagem idílica no pôr-do-sol,
por Claude Lorrain

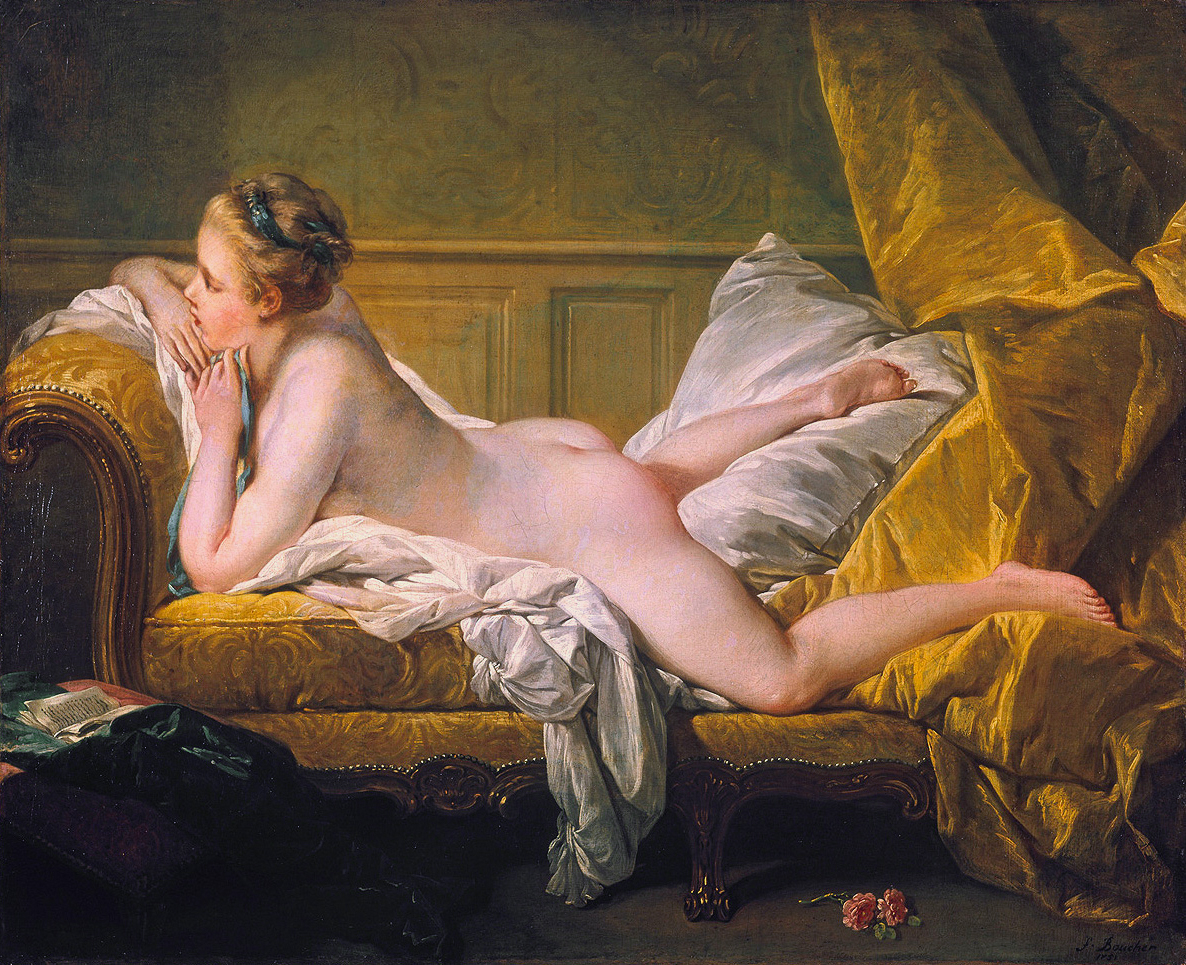
Rapariga reclinada (Marie-Louise O'Murphy), por François Boucher

- - Da Alta Renascença às aspirações neoclássicas

É a segunda mais pequena colecção de arte da Nova Pinacoteca. Nesta incluem-se nomes como Nicolas Poussin, Hubert Robert e Jean-Baptiste-Siméon Chardin. Especial atenção para as obras exímias de François Boucher, cujos Retrato de Madame de Pompadour e Rapariga reclinada são duas das obras de maior destaque na Pinacoteca.
- A expulsão de Hagar, Claude Lorain
- Paisagem idílica no pôr-do-sol, Claude Lorrain
- O concerto, Nicolas Lancret
- Paisagem com ruínas de um templo romano, Hubert Robert
- Paisagem de um parque, Hubert Robert
- Midas e Baco, Nicolas Poussin
- Retrato de Madame de Pompadour, François Boucher
- Rapariga reclinada, François Boucher
- Mulher a lavar nabos, Jean-Baptiste-Siméon Chardin
- Retrato de Mademoiselle Ferrand, com touca, repousando e meditando junto a um grande livro de Isaac Newton, Maurice-Quentin de la Tour
- Porto em Dawn, Claude Joseph Vernet
- Moça com cão, Fragonard
- Paisagem clássica, Jean-François Millet
- A Marquesa de Baglion na Flora, Jean-Marc Nattier

## Selecção de obras
Abaixo está uma lista das maiores obras do museu, dos mais famosos artistas. Especial atenção para os trabalhos de François Boucher, Rembrandt, Leonardo da Vinci, Botticelli, Peter Paul Rubens, entre outros.
- A Nativitade, Baldung Grien
- O nascimento de Maria, Mestre da Vida de Maria
- Ecce Agnus Dei, Dirck Bouts
- Os fiéis de Satyr, Jacob Jordaens
- Retrato da Condessa de Shrewsbury, Peter Paul Rubens
- Madonna em grinalda de flores, Peter Paul Rubens
- O Massacre dos Inocentes, Peter Paul Rubens
- Saint Thomas of Villanueva, Bartolomé Esteban Murillo
- Paisagem idílica no pôr-do-sol, Claude Lorrain
- Midas e Baco, Nicolas Poussin
- O concerto, Nicolas Lancret
- Rapariga reclinada (Marie-Louise O'Murphy), François Boucher
- Retrato de Madame de Pompadour, François Boucher
- A Marquesa de Baglion na Flora, Jean-Marc Nattier
- Paisagem com ruínas de um templo romano, Hubert Robert
- Paisagem de um parque, Hubert Robert
- Dánae, Jan Mabuse
- O casamento de Santa Catarina, Adriaan Isenbrant
- Suzana no Banho, Anthony van Dyck
- O Martírio de São Sebastião, Anthony van Dyck
- A Sagrada Família, Rembrandt
- Mulher com vestido preto, Bartholomeus van der Helst
- Madonna e Criança, Leonardo da Vinci
- La Déploration du Christ, Sandro Botticelli
- A Anunciação, Fra Filippo Lippi

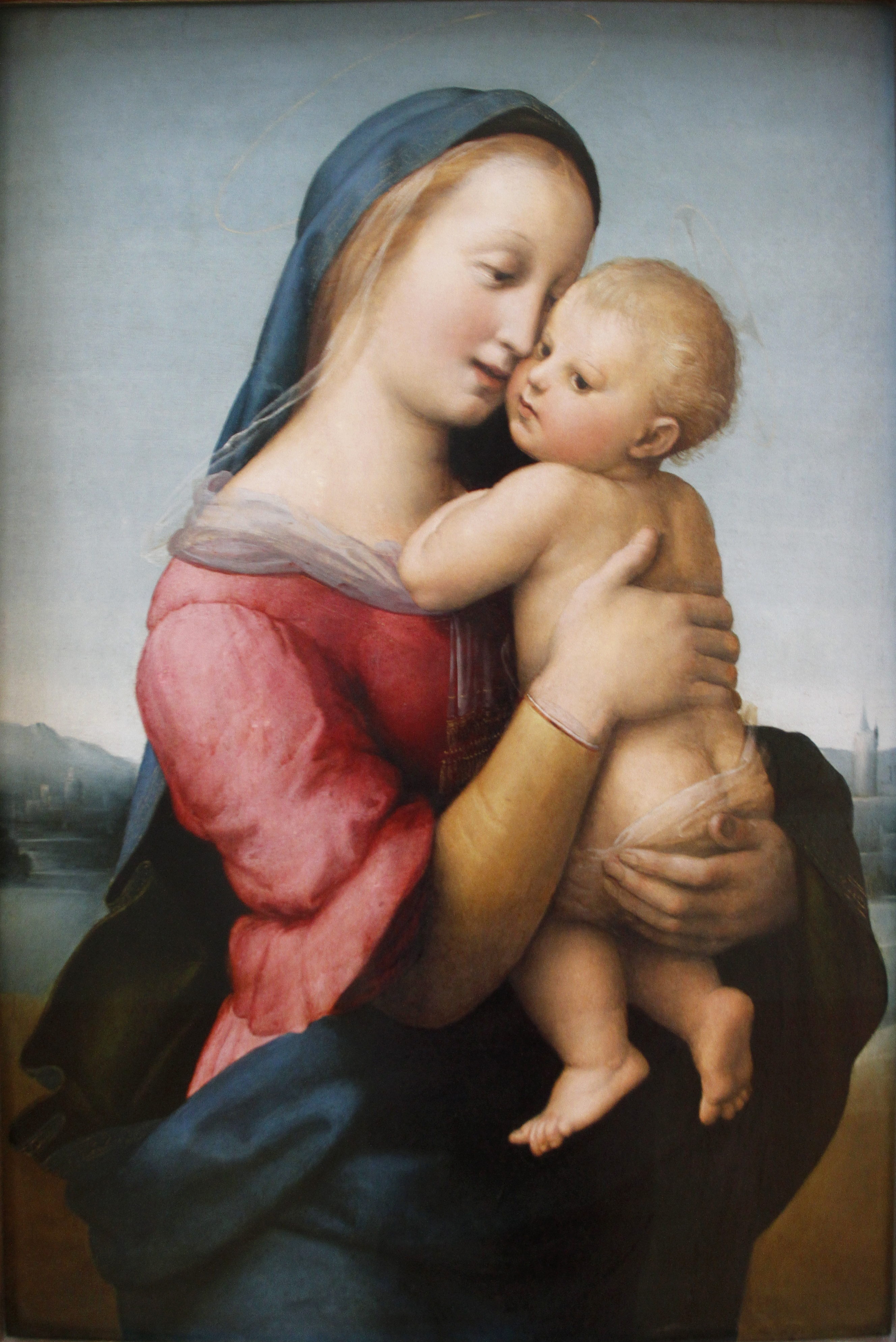
Madonna Tempi, Rafael Sanzio
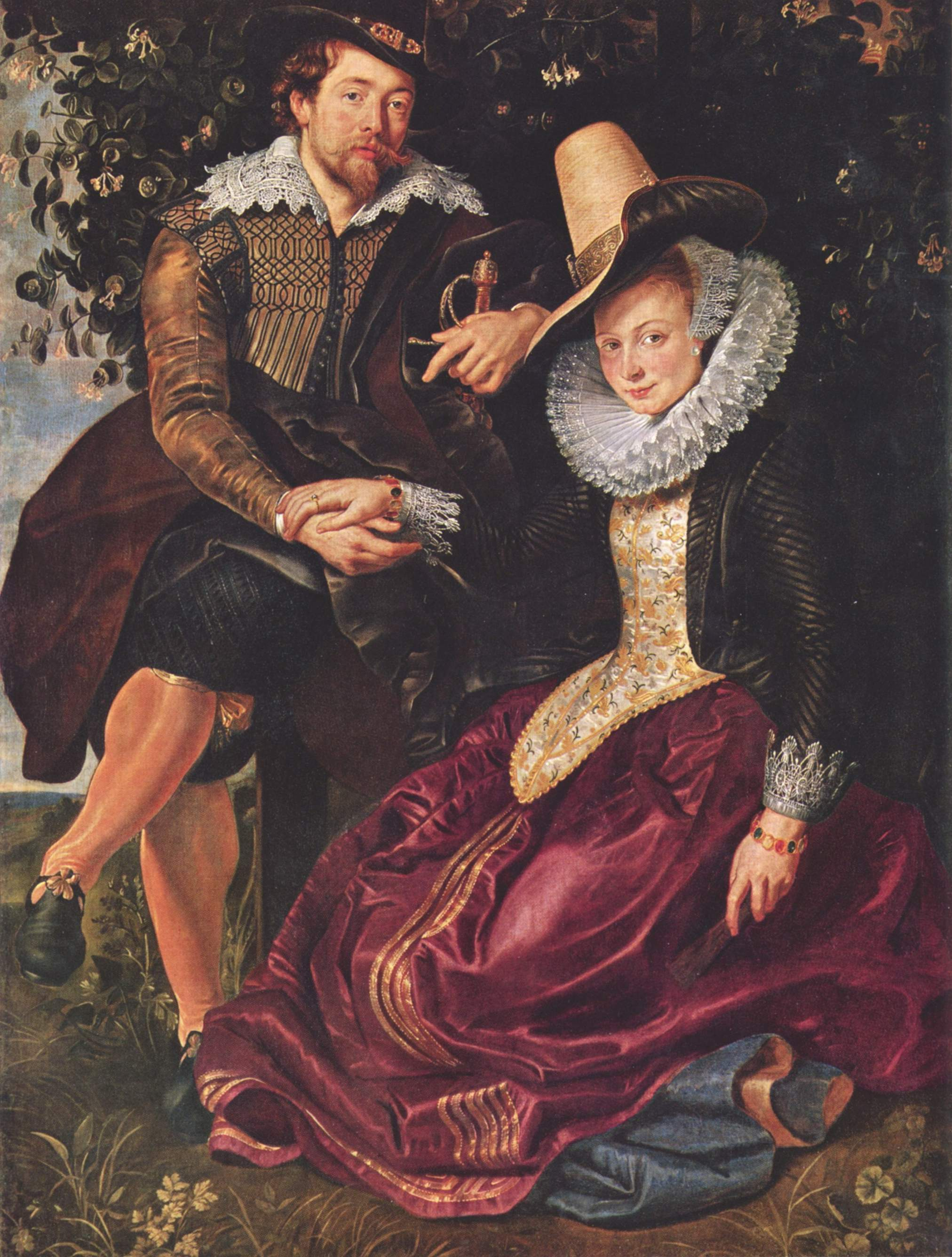
Rubens e Isabella Brant no jardim Peter Paul Rubens
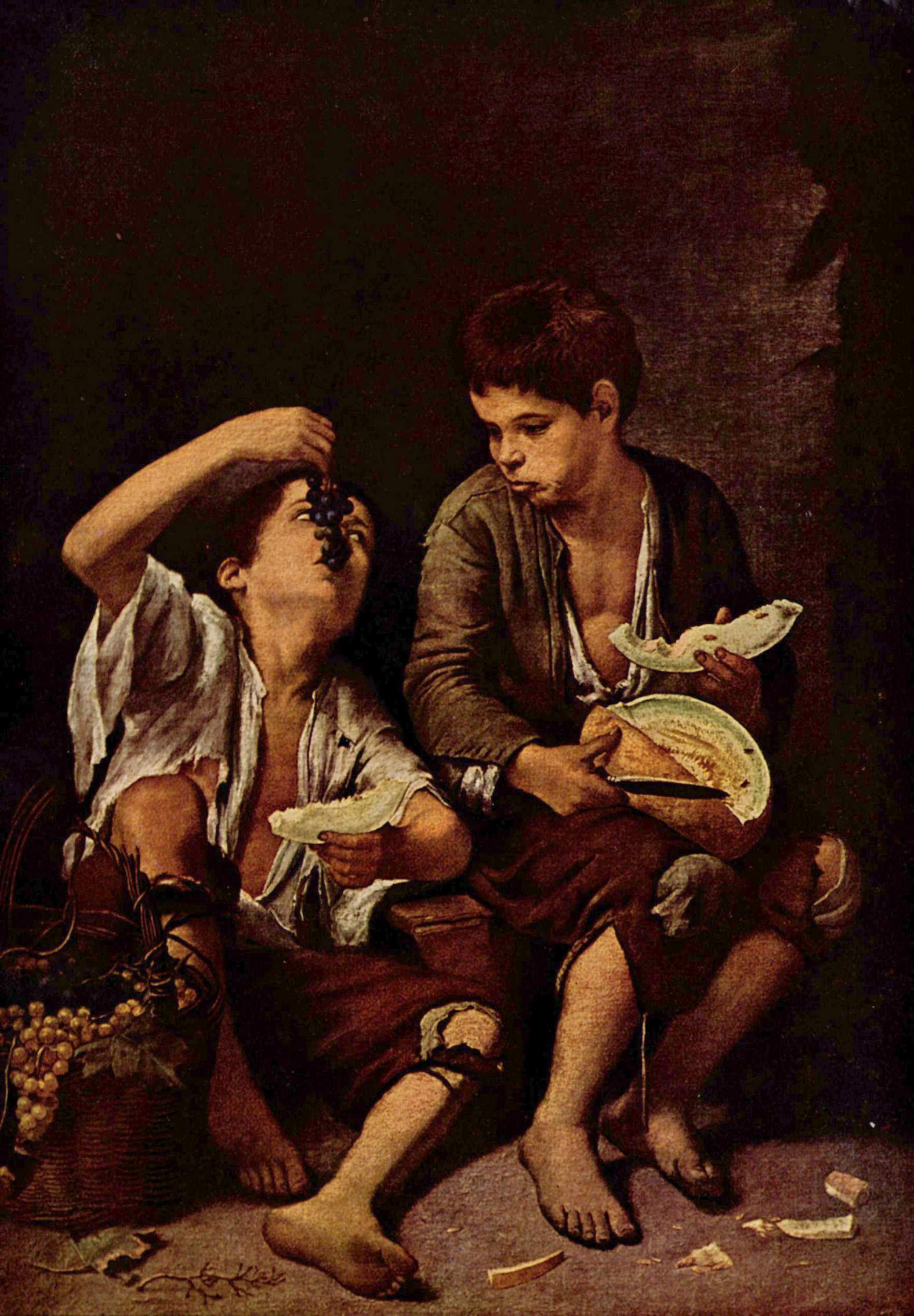
Jovens mendigos comendo uvas e melão Bartolomé Esteban Murillo
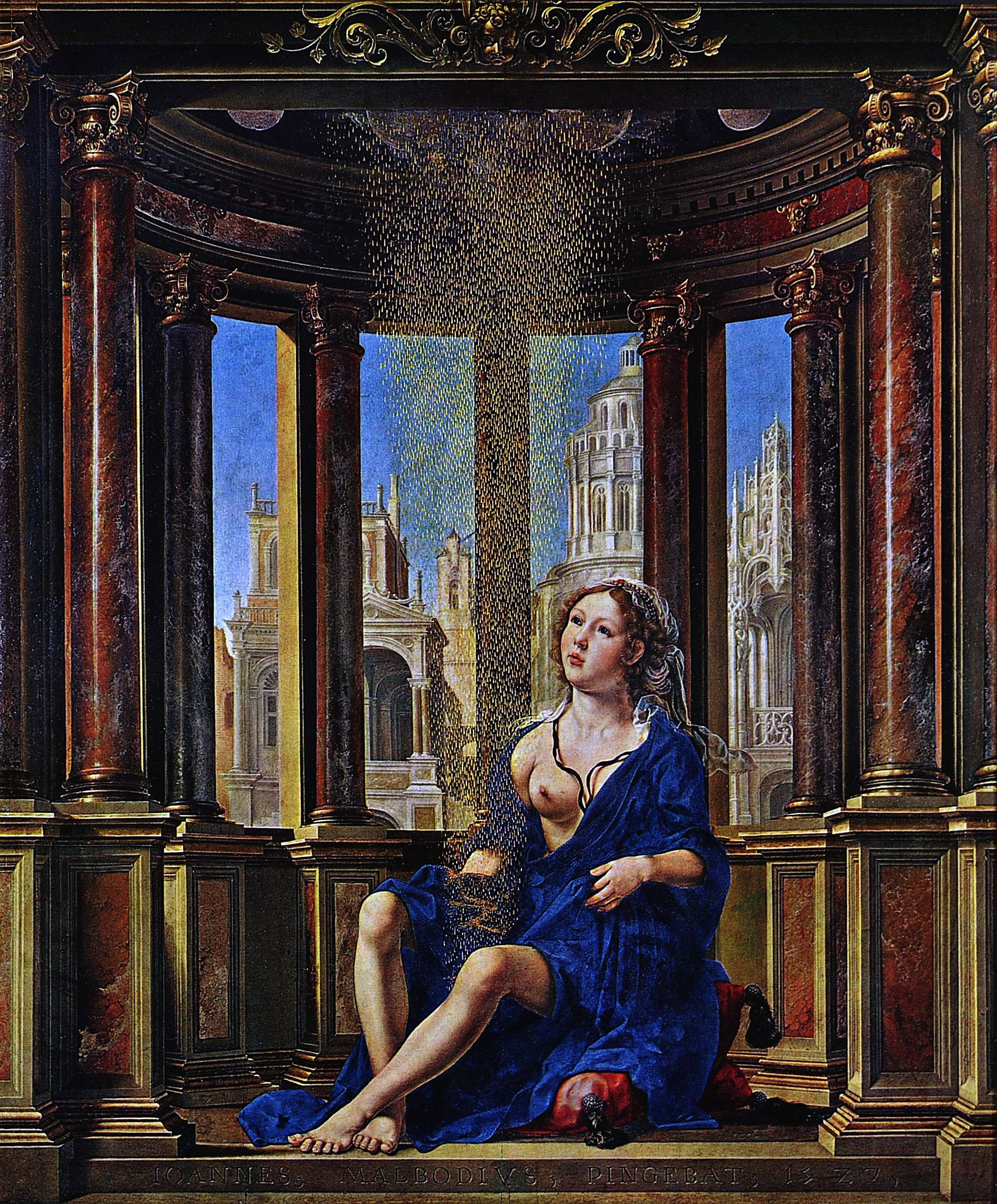
Dánae Jan Mabuse
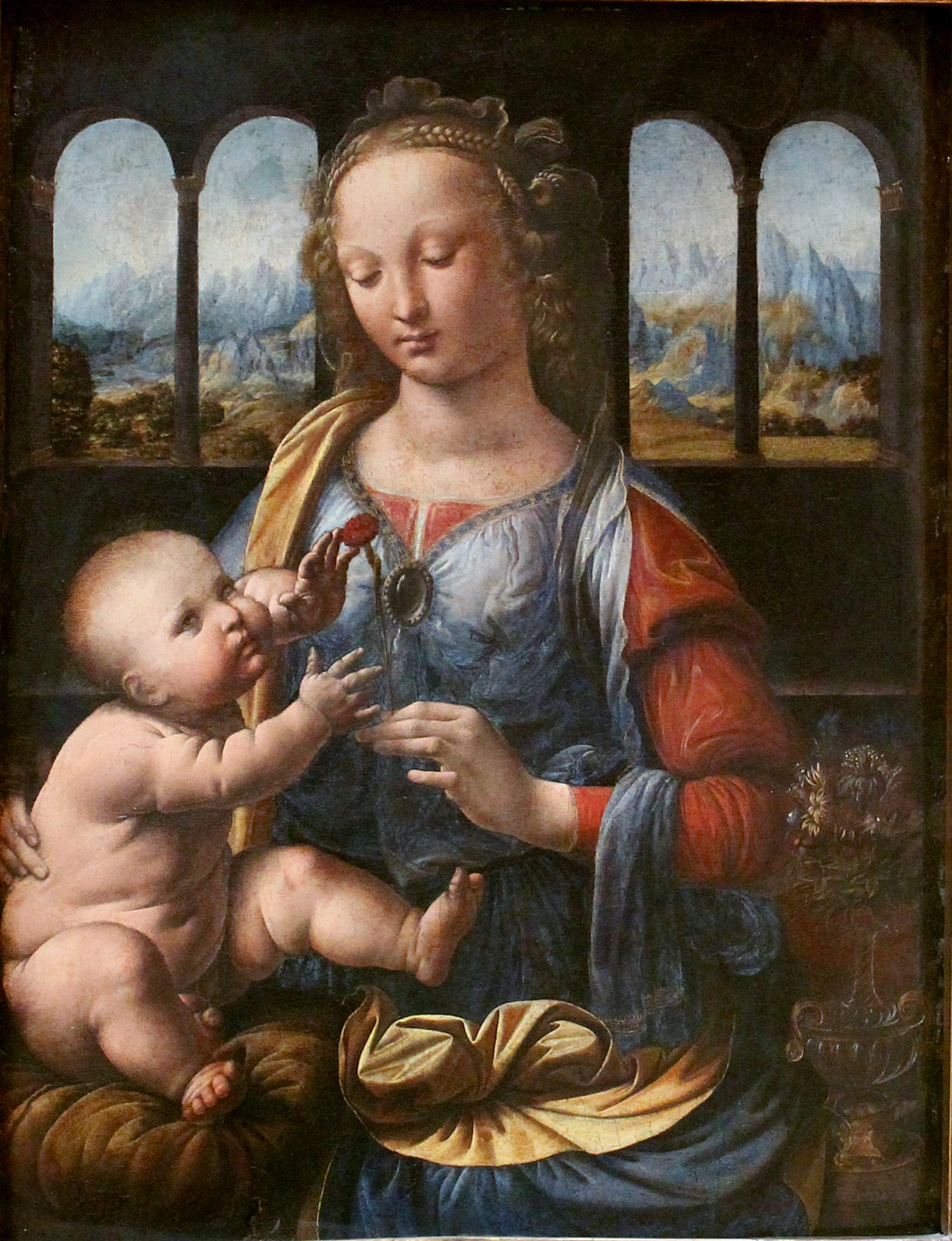
Madonna e Criança Leonardo da Vinci
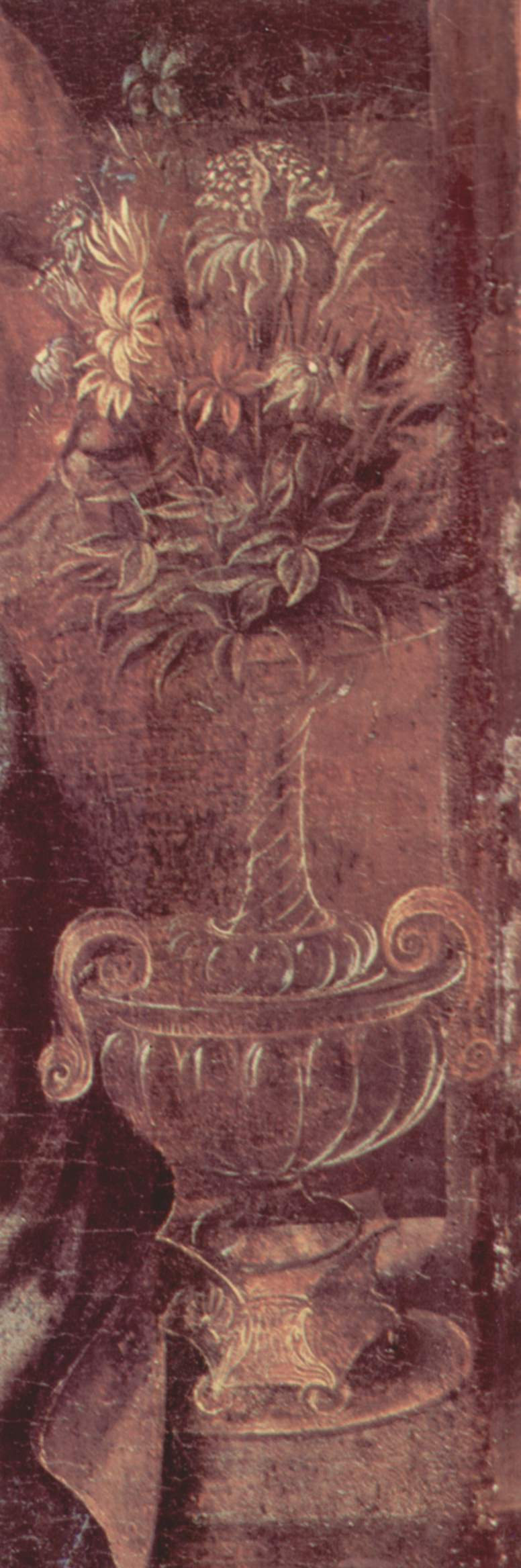
Madonna e Criança (pormenor) Leonardo da Vinci
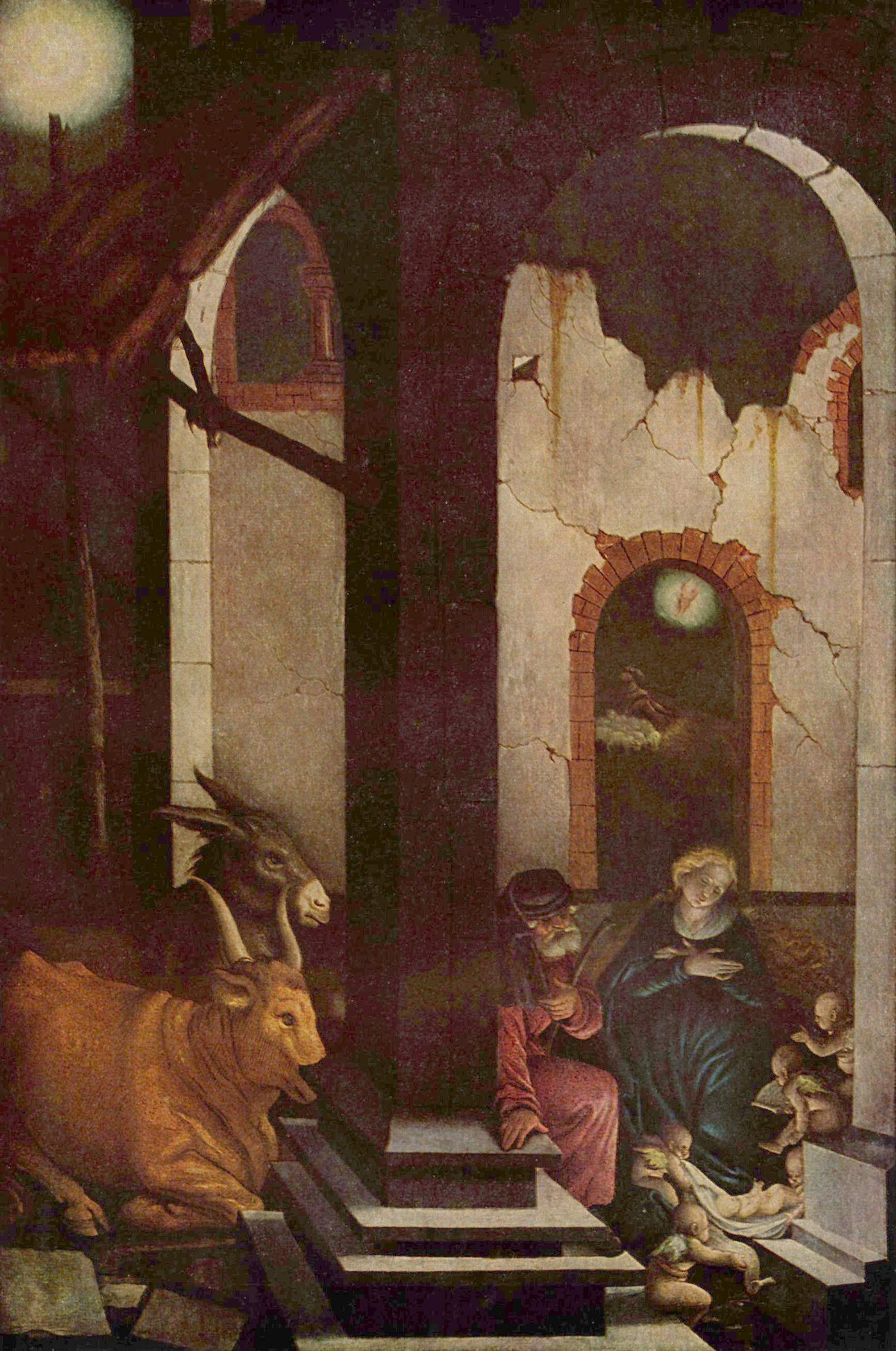
Natividade Baldung Grien

- A visão de S. Bernardo, Perugino
- Praceta em Veneza, Canaletto
- Concertos de Veneza, Francesco Guardi
- O enterro de Santa Catarina de Alexandria no Monte Sinai, Francisco de Zurbarán

- Madonna Tempi 
Rafael Sanzio
- Rubens e Isabella Brant no jardim
 Peter Paul Rubens
- Jovens mendigos comendo uvas e melão
Bartolomé Esteban Murillo
- Dánae
 Jan Mabuse
- Madonna e Criança 
Leonardo da Vinci
- Madonna e Criança 
(pormenor)
Leonardo da Vinci
- Natividade 
 Baldung Grien